# Enumamula
Enumamula es una ciudad censal situada en el distrito de Hanamkonda en el estado de Telangana (India). Su población es de 13183 habitantes (2011). Forma parte del área metropolitana de Warangal
.

## Demografía
Según el censo de 2011 la población de Enumamula era de 13183 habitantes, de los cuales 6628 eran hombres y 6555 eran mujeres. Enumamula tiene una tasa media de alfabetización del 70,06%, superior a la media estatal del 67,02%: la alfabetización masculina es del 80,19%, y la alfabetización femenina del 59,91%.